# Зубицкий, Владимир Данилович
Влади́мир Дани́лович Зуби́цкий (род. 2 марта 1953, Голосково, Николаевская область) — советский и украинский композитор, баянист и дирижёр, педагог. Заслуженный деятель искусств Украины (1993).

## Биография
Родился 2 марта 1953 года в селе Голосково Кривоозёрского района Николаевской области в семье фитотерапевта Даниила Зубицкого.
В 1968 году обучался в Криворожском музыкальном училище (класс Н. А. Потапова); в 1969—1971 годах — в Московском музыкальном училище имени Гнесиных (класс В. Н. Мотова).
В 1976 году окончил Киевскую консерваторию как баянист (класс профессора Владимира Бесфамильнова); в 1977 году — как композитор (класс профессора М. Скорика); в 1979 году — как дирижёр у профессора Владимира Кожухаря и Вадима Гнедаша.
В 1975—1980 годах — солист Укрконцерта.
С 1980 года — солист Госконцерта СССР.
С 1978 года — член Союза композиторов СССР. В 1984—1988 годах — председатель секции молодых композиторов Союза композиторов Украины.
С 1995 года живёт и работает в Пезаро (Италия).

## Награды
- Чемпион мира по баяну (1975, Хельсинки, Финляндия);
- Премия польского отделения UNESCO (1985);
- 3-я премия Международного конкурса композиторов в Польше (1985);
- Республиканская премия ЛКСМУ имени Николая Островского (1986);
- Заслуженный деятель искусств Украины (1993);
- Премия имени Н. В. Лысенко (1994);
- Лауреат Международного конкурса композиторов «Акко-2000» (Финляндия);
- Премия имени Б. Н. Лятошинского (2012).

## Произведения
- Оперы: «Палата № 6» (по А. Чехову), «Чумацкий шлях» (1983);
- Балет «Задунайские развлечения» (1985);
- Кантаты-симфонии «Чумацкие песни» (1982, на народные слова), «Океан судьбы» (1986, на стихи Шарля Бодлера);
- 7 симфоний.